# Thomas Simpson

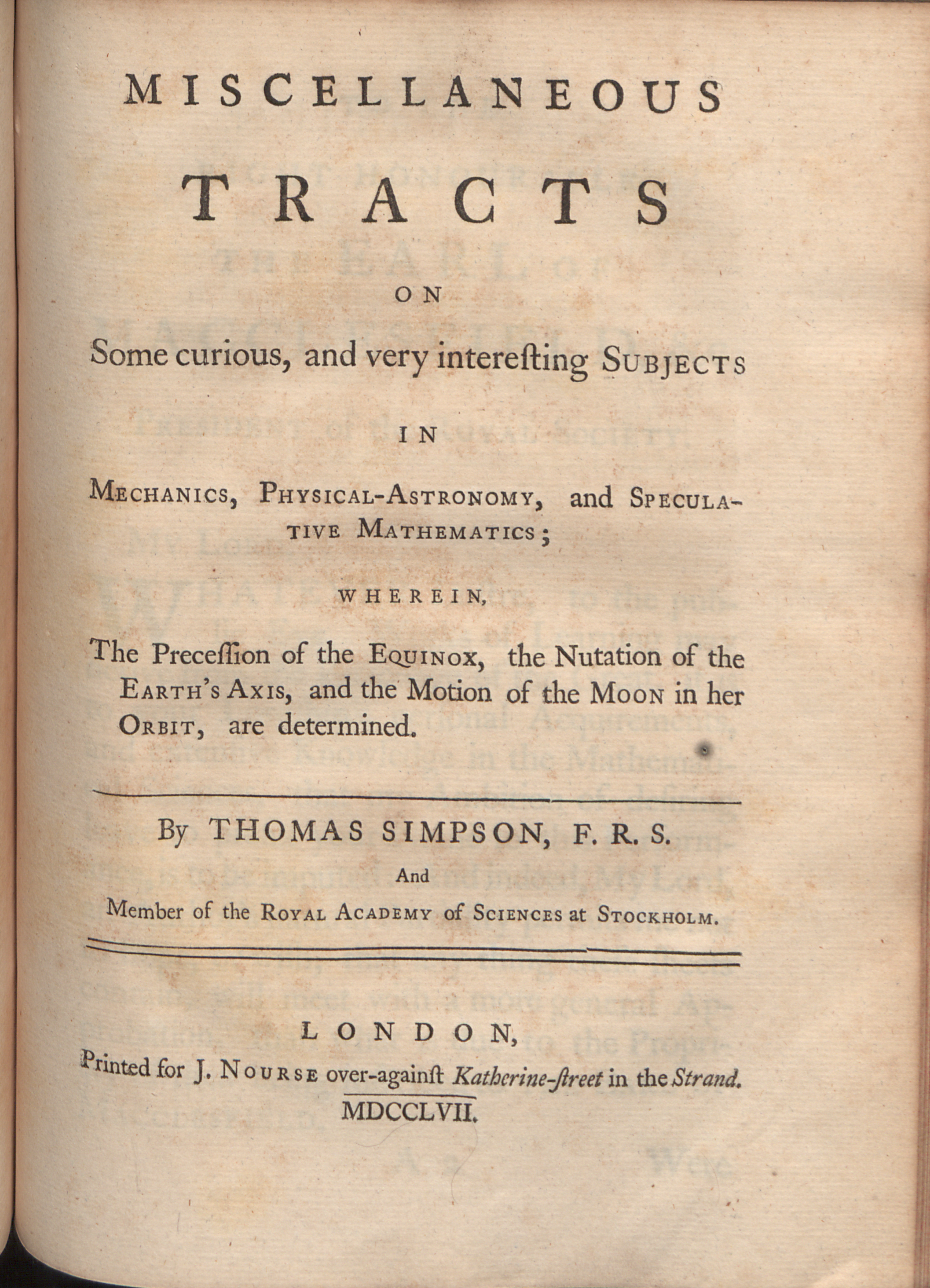
Miscellaneous tracts, 1768

Thomas Simpson (Market Bosworth, 20 augustus 1710 - aldaar, 14 mei 1761) was een Britse wiskundige en uitvinder. Naar hem is de regel van Simpson genoemd, een benaderingsformule om de numerieke waarde van een integraal te berekenen.
Simpson was de zoon van een wever en werkte aanvankelijk zelf ook als wever. Door zelfstudie uit het boek Arithmetic van Cocker bracht hij zichzelf wiskunde bij, waarna hij zich richtte op astrologie. In 1725 verhuisde hij naar Nuneaton, Warwickshire, waar hij tot 1733 als wiskundeleraar werkte en in 1730 zijn vrouw trouwde. In 1733 moest hij naar Derby vluchten, nadat hij of zijn assistent een jongedame angst aan had gejaagd door zich tijdens een astrologiesessie als duivel te verkleden. Later verhuisde hij naar Londen.
Vanaf 1737 begon hij met het schrijven van wiskundige artikelen. Hij deed onder andere onderzoek naar kansrekening, astronomie en algebra. Hij bewees dat het gemiddelde beter is dan een enkele observatie en vond een algemene oplossing voor Dido's probleem. Vanaf 1743 gaf hij wiskunde aan de Royal Military Academy in Woolwich.
De methode die bekend werd als de regel van Simpson zou al eerder zijn ontdekt door Bonaventura Cavalieri (een student van Galileo Galilei) in 1639, later opnieuw ontdekt door James Gregory.

## Werken
- Treatise of Fluxions (1737)
- The Nature and Laws of Chance (1740)
- The Doctrine of Annuities and Reversions (1742)
- Mathematical Dissertation on a Variety of Physical and Analytical Subjects (1743)
- A Treatise of Algebra (1745)
- Elements of Geometry (1747)
- Trigonometry, Plane and Spherical (1748)
- Select Exercises in Mathematics (1752)
- Miscellaneous Tracts on Some Curious Subjects in Mechanics, Physical Astronomy and Speculative Mathematics (1757)